# Amoniti
Amoniti so izumrla skupina morskih živali, in sicer podrazred Ammonoidea v razredu Cephalopoda (glavonožci), deblo Mollusca (mehkužci). So odlični fosilni kazalniki in pogosto omogočijo povezati plast, v kateri so najdeni, s specifičnimi geološkimi časovnimi obdobji. Najbližji sorodnik amonitov najverjetneje ni sodobni (po videzu podobni) Nautilus, temveč podrazred Coleoidea (hobotnica, ligenj in sipa). Njihove fosilne lupine imajo navadno obliko planispiral, nekatere pa so tudi polžasto zavite ali niso spiralne (»heteromorfi«). Po spiralni obliki so tudi dobili svoje ime, saj spominjajo na ovnove rogove.  Plinij Starejši (umrl pri Pompejih leta 79 n. št.) jih je namreč imenoval ammonis cornua (»rogovi Amona«), sajo so egipčanskega boga Amona navadno upodabljali z ovnovimi rogovi. Ime rodov amonitov s pogosto konča s ceras, kar po grško (κέρας) pomeni »rog« (npr. Pleuroceras).
Večina amonitov je bila majhna, nekateri pa so imeli premer do 2 metra. Bili so zelo pogost plen pleziozavrov in ihtiozavrov. Imeli so lupino, ki je bila pri večjih amonitih debela do 5 centimetrov. Imeli so od 20 do 1800 kratkih lovk, ki so bile luskinaste ali pa poraščene z zelo redkimi kocinami.